# Jesús Tartilán
Jesús Tartilán Requejo (Lugo, 2 agosto 1940) è un allenatore di calcio ed ex calciatore spagnolo, di ruolo difensore e centrocampista.

## Carriera

### Calciatore
Formatosi nel Ponferradina, passò poi al Real Betis.
Con gli andalusi non esordì mai, e quando venne chiamato ad effettuare il servizio militare a León, venne aggregato alla squadra del luogo, il Leonesa.
Terminato il servizio militare venne ingaggiato dal Cadice, con cui giocò un solo incontro, la sconfitta esterna per 2-1 del 23 febbraio 1964 contro l'Atlético Ceuta, nel Gruppo II della Segunda División 1963-1964.
Nella stagione 1964-1965 viene ingaggiato insieme al fratello Juan Manuel Tartilán dall'Espanyol, club della massima divisione spagnola. A differenza del fratello, Jesús rimane ai margini della rosa, venendo impiegato dall'allenatore-giocatore László Kubala raramente, esordendo nella vittoria casalinga del 7 febbraio 1965 per 4-2 contro il Saragozza. Con il suo club Tartilán chiuse la stagione all'undicesimo posto finale, avendo giocato solo due partite di campionato ed una di coppa.
Nella stagione 1965-1966 scende di categoria per giocare ne L'Hospitalet, con cui esordisce il 5 settembre 1965 nella sconfitta casalinga per 2-1 contro il Racing Santander. Con i catalani retrocede in terza serie al termine del campionato, dopo aver giocato nove partite di campionato ed una di coppa.
Dopo un passaggio al Melilla, nel 1968 si trasferì negli Stati Uniti d'America per giocare con i Cleveland Stokers, con cui raggiunse le semifinali della prima edizione della NASL. In totale ha giocato 29 incontri.

### Allenatore
Lasciato il calcio giocato ha allenato varie squadre nella Segunda División B, iniziando la propria carriera nel Leonesa. Si succedono poi esperienze nel Ponferradina, Racing Ferrol, Numancia e Atlético Madrid B.
All'inizio del maggio 2007 esordisce come allenatore nella serie cadetta spagnola, tornando alla guida del Ponferradina per sostituire l'esonerato Argimiro Pérez, e pur iniziando l'incarico con una vittoria sul Tenerife, non riuscì però a salvare il club dalla retrocessione nella Segunda División 2006-2007.